# Apomecynoides
Apomecynoides is een kevergeslacht uit de familie van de boktorren (Cerambycidae). De wetenschappelijke naam van het geslacht werd voor het eerst geldig gepubliceerd in 1950 door Breuning.

## Soorten
Apomecynoides omvat de volgende soorten:
- Apomecynoides linavuorii Teocchi, Sudre & Jiroux, 2011
- Apomecynoides senegalensis Breuning, 1950
- Apomecynoides tchadensis Breuning, 1977